# Cicinnurus magnificus
El ave del paraíso magnífica (Cicinnurus magnificus) es una especie de ave paseriforme de la familia Paradisaeidae endémica de Nueva Guinea.
El ave del paraíso magnífica habita en los bosques montanos y colinas de Nueva Guinea e islas vecinas (Salawati y Yapen ). Su dieta se compone principalmente de frutas. Al igual que la mayoría de los miembros de la familia Paradisaeidae, el macho es polígamo y tiene un elaborado baile de cortejo.
Es una especie común en la zona en la que habita y la UICN la considera una especie bajo preocupación menor.

## Descripción
El ave del paraíso magnífica es un ave pequeña, mide hasta 26 cm de largo, y posee un plumaje extremadamente complejo. El macho tiene las alas de un color amarillo incandescente, un escudo en el pecho verde iridiscente, patas azules, y posee el cuello adornado con un manto amarillo. Tiene dos largas plumas en la cola las cuales están curvadas como una hoz y son de color verde-azul. La hembra es de un tono marrón oliva con partes inferiores con un moteado negro. Su puesta consiste de dos huevos color amarillo crema.

## Subespecies
- C. magnificus chrysopterus
- C. magnificus hunsteini
- C. magnificus intermedius
- C. magnificus magnificus

## Galería

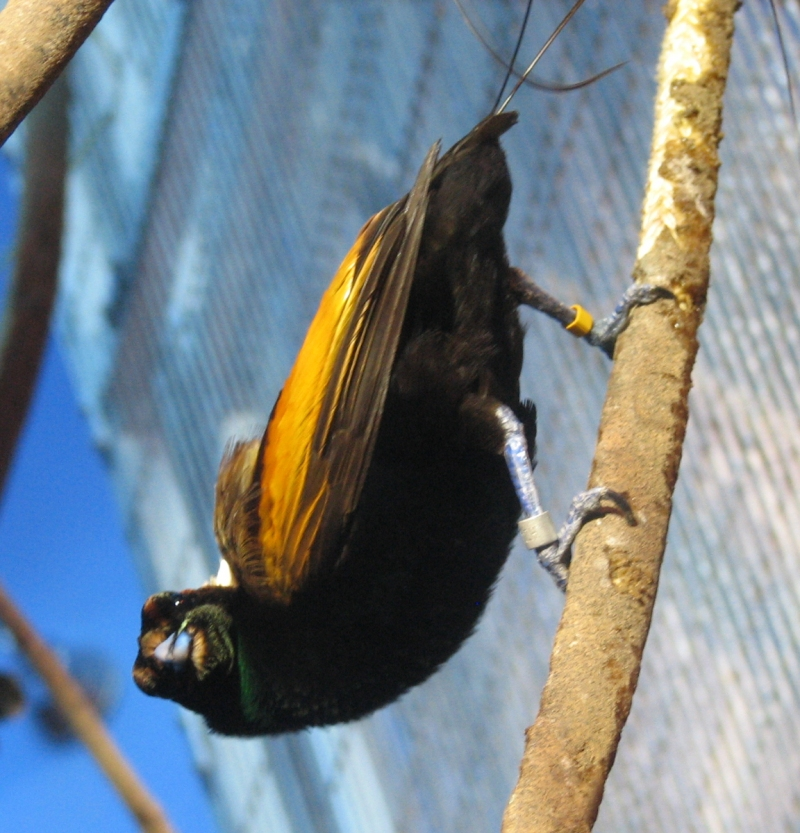
Macho
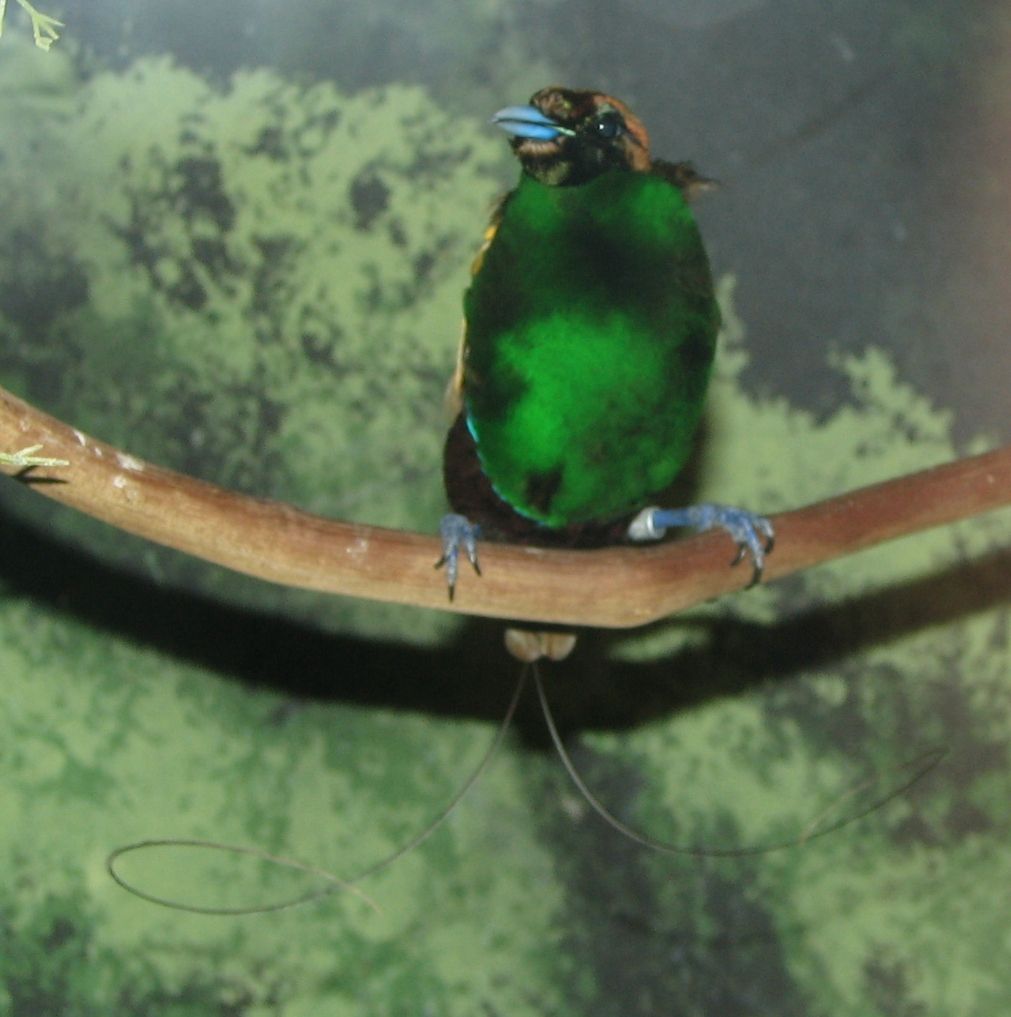
Macho